# 神奈川県立瀬谷西高等学校
神奈川県立瀬谷西高等学校（かながわけんりつ せやにしこうとうがっこう）は、かつて神奈川県横浜市瀬谷区中屋敷二丁目にあった県立高等学校である。2023年に神奈川県立瀬谷高等学校と統合し、神奈川県立横浜瀬谷高等学校が開校。

## 設置学科
- 全日制課程
  - 普通科

## 沿革
- 1978年 県立商工高等学校の跡地に設立
- 1980年 現在地に移転

- 2023年 神奈川県立瀬谷高等学校との統合に伴い閉校。

## 旧学区
2005年度の学区撤廃以前は『横浜西部学区』に属していた。

## 学校教育目標
①全日制普通科高校として、確かな学力の育成及び豊かな人間性の確立をめざす。
②すべての教育活動をキャリア教育の視点から展開し、生徒の社会的自立をめざす。
③規範意識を持ち、真摯に努力する人間を育成する。
④人間関係を尊ぶ、表現力豊かなコミュニケーション能力を育てる。 
⑤安全・安心に基づいた、落ち着いた教育環境の整備を図る。

## 所在地
- 横浜市瀬谷区中屋敷2-2-5

## 交通
- 相鉄線 瀬谷駅 徒歩18分